# Guaranita
Guaranita là một chi nhện trong họ Pholcidae. Loài điển hình là Guaranita goloboffi. Chúng chủ yếu phân bố ở Argentina và phía nam của Brasil.

## Các loài
Các loài trong chi này gồm:
- Guaranita goloboffi Huber, 2000
- Guaranita munda (Gertsch, 1982)
- Guaranita yaculica Huber, 2000